# Comuniunea legală
Comuniunea legală este o instituție juridică și un regim matrimonial. 
Comuniunea legală este strâns legată de proprietatea comună în devălmășie. În dreptul român, regimul juridic consacrat comuniunii legale este pus în comun instituției proprietății comune în devălmășie, situație datorată faptului că marea majoritate a situațiilor de coproprietate în devălmășie sunt situații de comuniune legală. 
Cei doi soți, pe durata comuniunii legale, au parte de un regim de proprietate comună în devălmășie. Dacă regimul încetează prin desfacerea căsătoriei, coproprietatea lor va continua să existe, până la momentul în care cotele-părți ale celor doi vor fi stabilite prin intermediul partajului.